# Cariancha delongi
Cariancha delongi är en insektsart som beskrevs av Paul S. Cwikla och Ma 1986. Cariancha delongi ingår i släktet Cariancha och familjen dvärgstritar. Inga underarter finns listade i Catalogue of Life.